# Albufera de Elche
La albufera de Elche es uno de los espacios húmedos más importantes de la Comunidad Valenciana, situada en el sur de la provincia de Alicante, en la localidad homónima de Elche.
Desde el punto de vista geológico se localiza en la depresión de Elche, dentro de la cuenca del Bajo Segura, y ocupa parte del sinclinal limitado por los anticlinales que constituyen la sierra de Santa Pola y la sierra del Molar. La tendencia a la elevación tectónica de los anticlinales explica la existencia y conservación de las numerosas terrazas cuaternarias de distinta edad adosadas a ambas sierras.
La alimentaban los ríos Vinalopó y Segura. Hay otro río que ahora se llama Chícamo y está convertido en un barranco como otros que también debieron serlo en todo lo que es la sierra de Crevillente.
- Datos: Q11482266